# Église Saint-Pierre de Caen
Pour les articles homonymes, voir Église Saint-Pierre.
L'église Saint-Pierre de Caen est l'un des principaux édifices religieux du centre-ville ancien de Caen. Ce monument fait l’objet d’un classement au titre des monuments historiques par la liste de 1840.

## Histoire
Successivement dénommée Saint-Pierre de Darnetal, Saint-Pierre-sous-Caen, Saint-Pierre-du-Châtel, Saint-Pierre-en-Rive, cette église est le plus grand édifice religieux de Bourg-le-Roi. C’est dans cette église que se déroulaient les principales cérémonies publiques. Par exemple lorsque Henri IV abjure la religion protestante, mettant ainsi fin aux guerres de religion, c’est dans l’église Saint-Pierre qu'est chanté le Te Deum en présence des représentants civils et religieux de toute la cité.
Elle est fermée par décret du représentant du peuple Laplanche le 20 novembre 1793 et sert de Temple de la Raison puis de l’Être suprême de 1793 à 1795. Elle est rendue au culte catholique le 4 juin 1795.

### Origine
L'origine de l'église n'est pas connue. Il est fait mention, après 1083, dans le cartulaire de la Trinité, d'un « atrium Sancti Petri », l’aître Saint-Pierre. Elle aurait été construite au VIIe siècle par Saint Regnobert, évêque de Bayeux.
Elle est reconstruite une première fois au milieu du XIIe S.

### Les étapes de construction
- XIIIe : chœur et tour
- XIVe : façade ornée d'une immense rose, clocher gothique
- XVe : nef et bas-côtés
- XVIe (1518) : abside Renaissance.

Les travaux s’échelonnent durant plusieurs siècles et respectent l'unité d'ensemble qui offre encore aujourd’hui des parties remarquables. La tour est élevée en 1308, l'aile droite en 1410, l'aile gauche peu de temps après, le grand portail ou Portail Neuf en 1384. La façade nord est ornée au XIVe siècle d'une immense rosace d'une extrême légèreté. Au XIVe siècle, on construit également son célèbre clocher gothique, considéré comme « le roi des clochers de Normandie » et qui influence de nombreux autres monuments. La flèche de la chapelle Notre-Dame du Kreisker à Saint-Pol-de-Léon par exemple s'en inspire fortement. Les bas-côtés et les parties hautes de la nef sont construits au XVe siècle dans le style flamboyant. Menés par Hector Sohier, les travaux de l'abside, construite sur pilotis sur l’Odon, des voûtes du chœur et des ailes sont commencés en 1521 et terminés sans doute un demi-siècle plus tard. Contrastant harmonieusement avec le reste de l’édifice, c’est l'un des exemples les plus parfaits de la première Renaissance caennaise. Le porche sous la tour est restauré en 1608 avec des ornements en statues.
À la fin des années 1850, le pilier nord-ouest du clocher est menacé par des mouvements de terrain. L'architecte Guy est chargé des travaux de consolidations.
Dans la nuit du 8 au 9 juin 1944, la flèche de l'église, fauchée par un obus de 406 mm probablement tiré depuis le Rodney, s'effondre de ses soixante-douze mètres dans la nef. Un début d'incendie détruit également la toiture. Reconstruit en 1957, le clocher fait aujourd'hui soixante-quinze mètres, soit six de plus que les tours de Notre-Dame dont la petite flèche culmine à quatre-vingt-seize mètres.
Au XXIe siècle, l'église fait l'objet de plusieurs campagnes de restauration : façade nord-est, chevet, puis façade sur la place Saint-Pierre et clocher. En 2019, une méridienne du XVIIIe siècle est redécouverte à droite du portail de l’église. En novembre de la même année, après les travaux de restauration du clocher, les trois cloches de l'église Saint-Pierre sont réinstallées dans leur écrin de chêne : Anne (351 ans - 1,3 tonne), Paul (211 ans - 1,8 tonne) et Pierre (211 ans - 2,2 tonnes).
|                 |  |                   |
| Fin XIXe siècle |  | Début XXIe siècle |

## Architecture
D'architecture gothique et Renaissance datant du XVIe siècle, avec des arcs boutants et brisés puis en pleins cintres. Une avancée au fond de l'église derrière la nef est répartie sur piliers, chapelle peu profonde qui rappelle un peu la nef assez basse avec des voûtes simples.
Cas particulier de cette église, l'abside est conçue de manière que le visiteur a dans son champ de vision quatre vitraux, contrairement à l'usage, où il en a trois ou cinq.

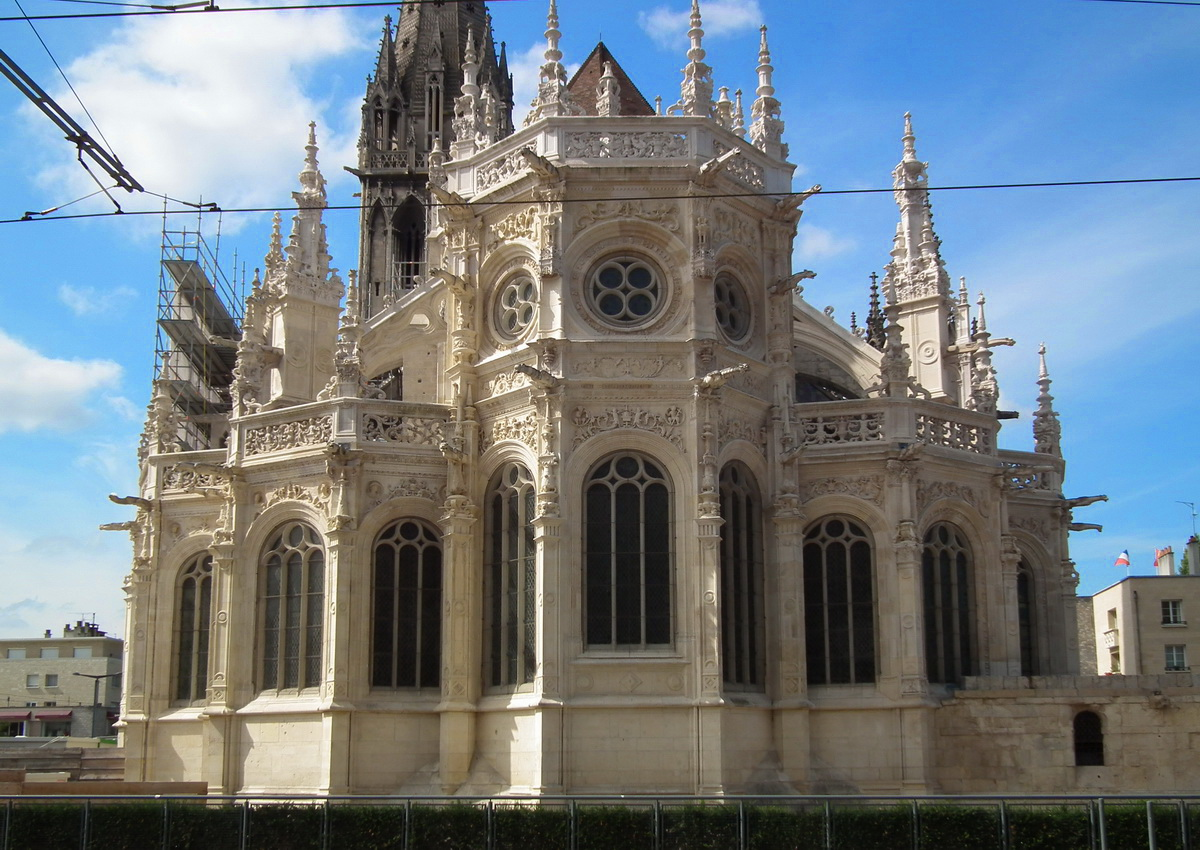
Chevet Renaissance
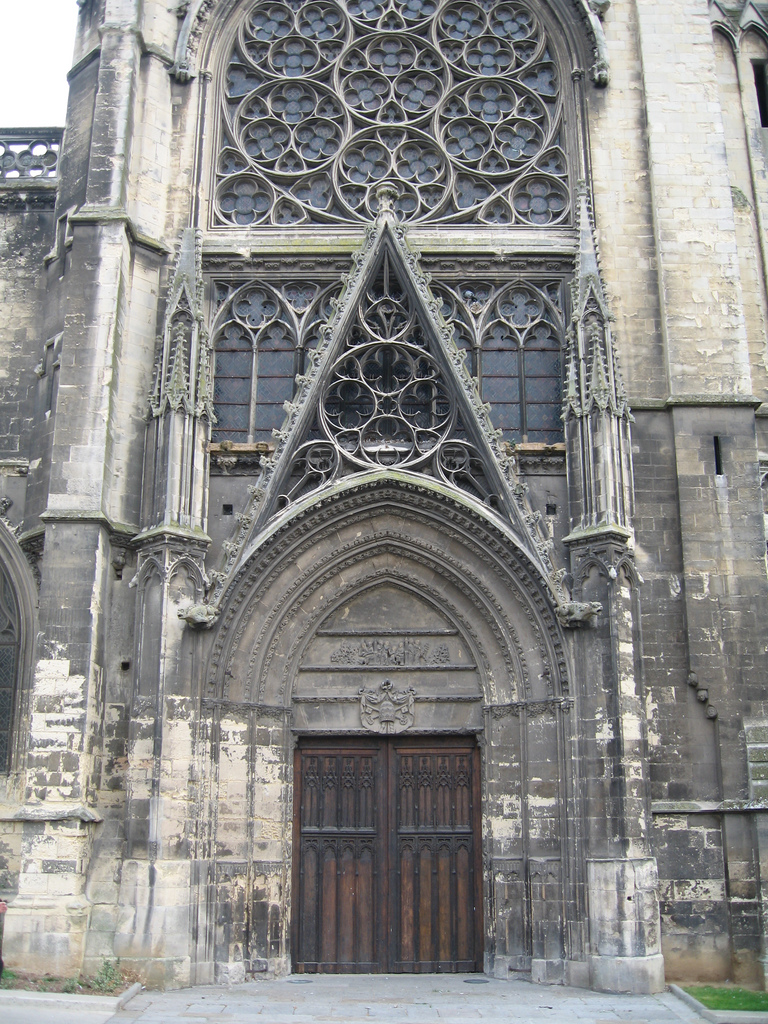
Portail
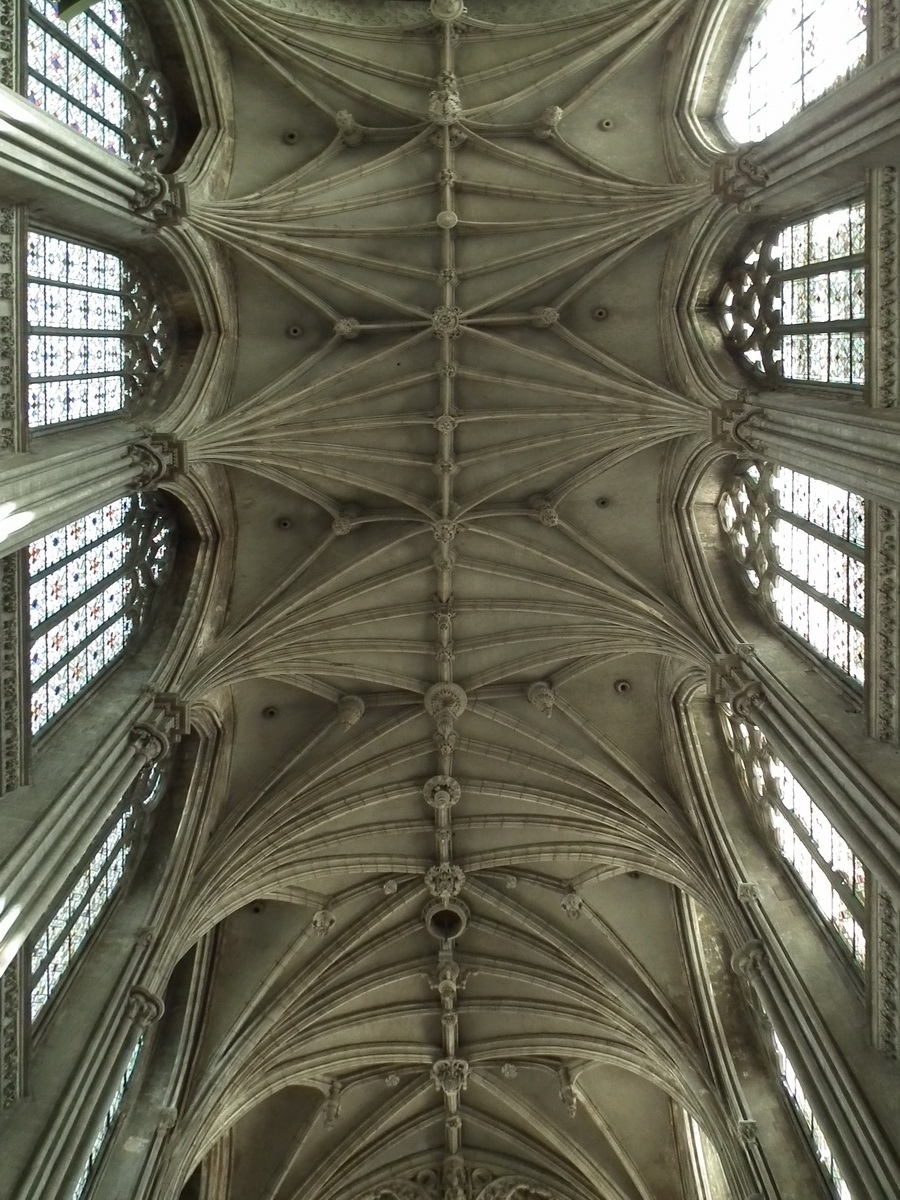
Voûtes gothiques de la nef
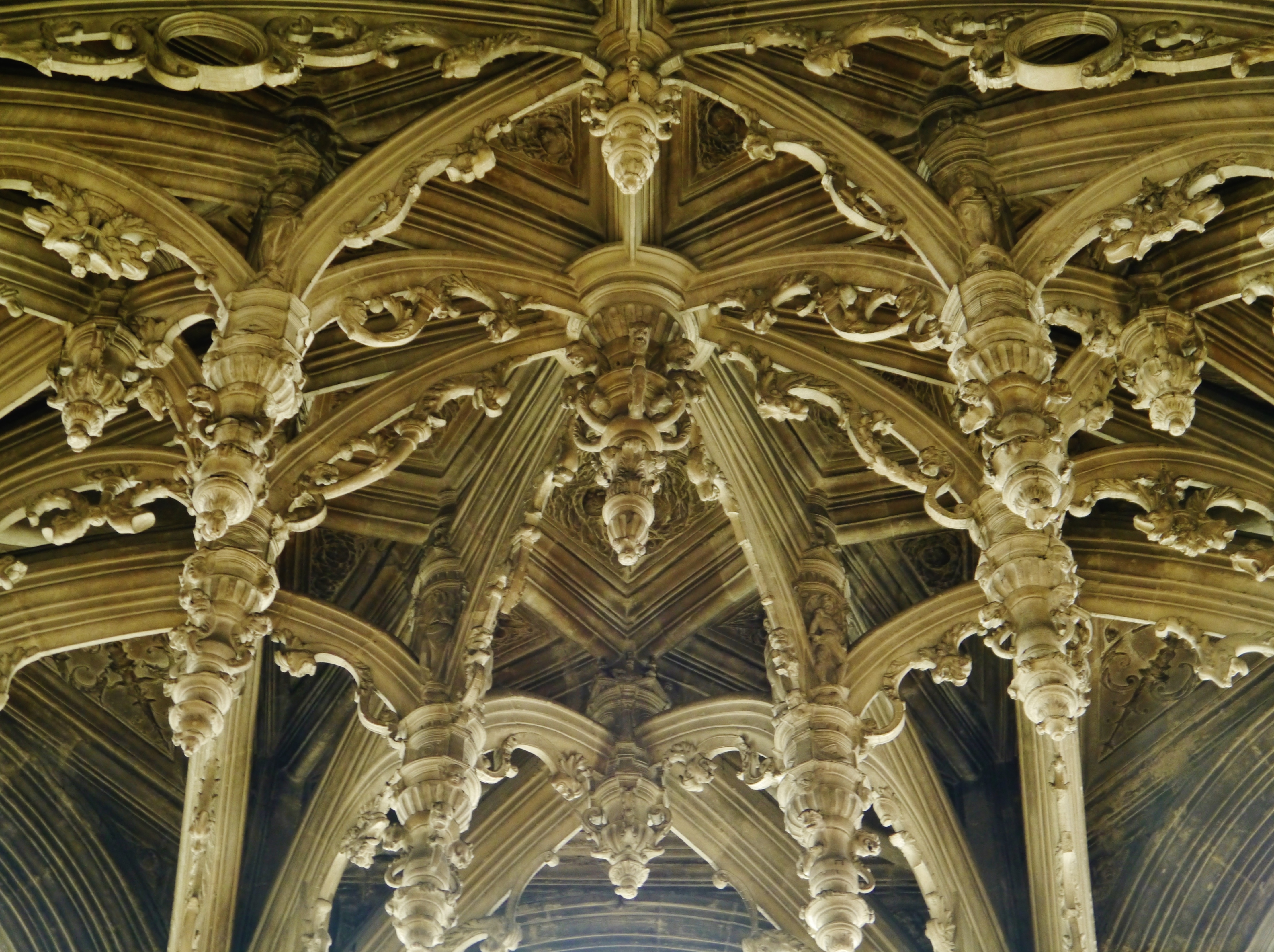
Voûtes du chœur

## L'orgue

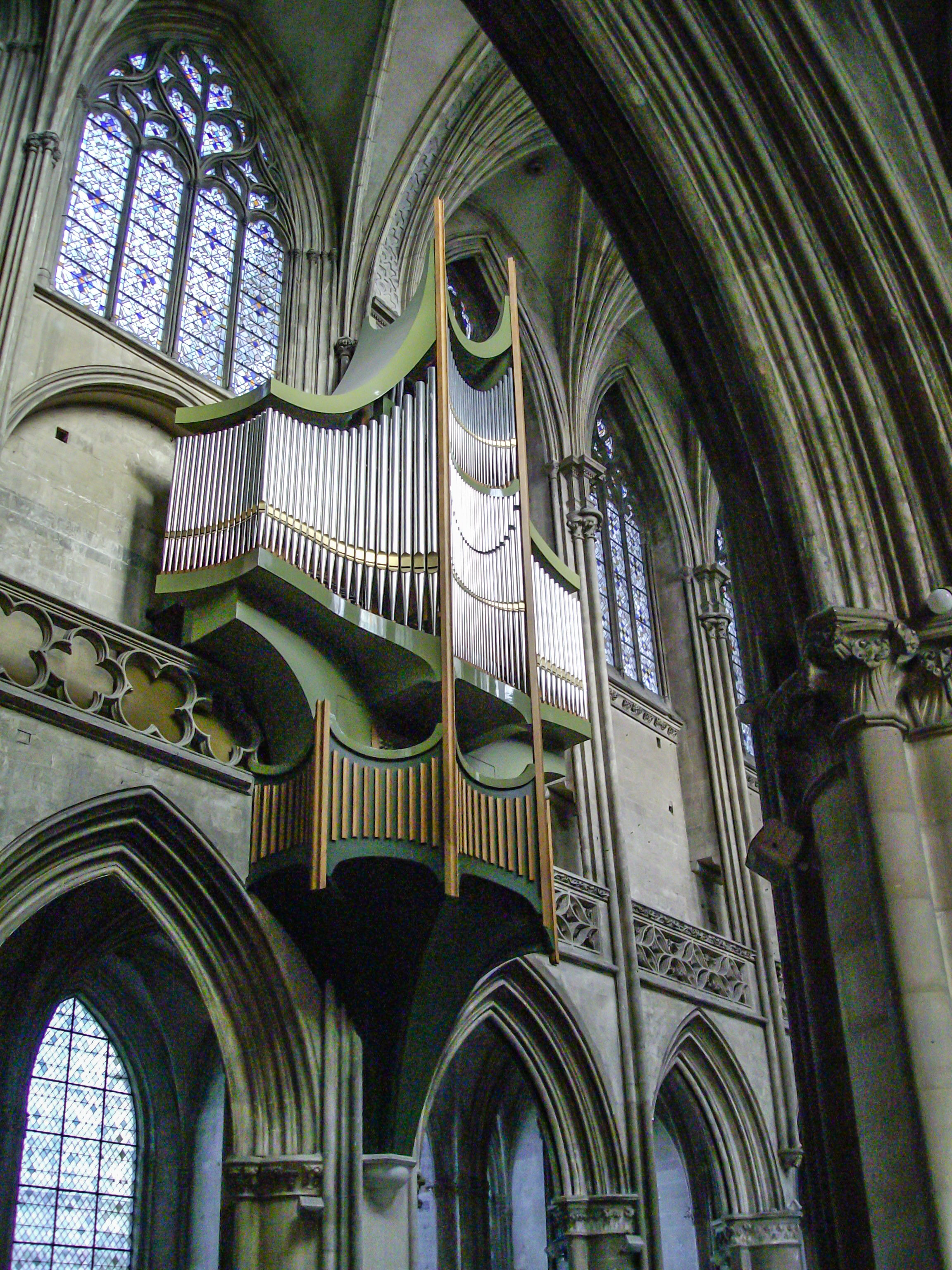
L'orgue de Jean-François Dupont

Un orgue à transmission mécanique a été installé par Jean-François Dupont en 1997. Il remplace un instrument Danion-Gonzales remplaçant lui-même un Cavaillé-Coll détruit durant la guerre en 1944. Suspendu sur le côté gauche de la nef, il est donc en nid d’hirondelle.

### Composition

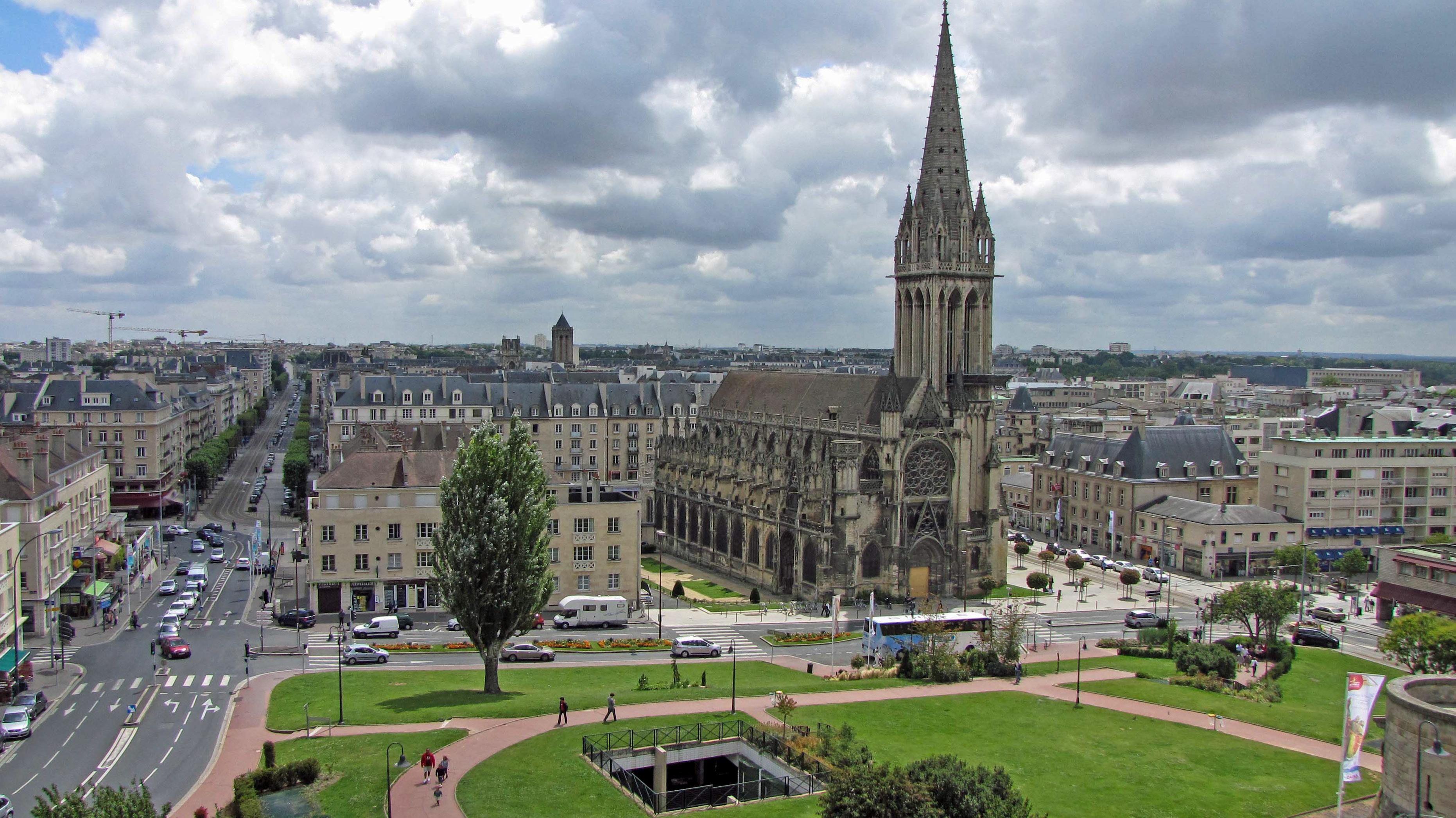
Église Saint-Pierre vue du château.

| Positif C–          |               |
| Bourdon             | 8'            |
| Salicional          | 8'            |
| Prestant            | 4'            |
| Flûte à cheminée    | 4'            |
| Doublette           | 2'            |
| Plein-Jeu           | 3r (français) |
| Complément allemand | 2-4r          |
| Sesquialtera        | 2r            |
| Cromorne            | 8'            |
| Régale              | 8'            |

| Grand-Orgue C–      |                  |
| Bourdon             | 16'              |
| Montre              | 8'               |
| Flûte à cheminées   | 8'               |
| Prestant            | 4'               |
| Gemshorn            | 4'               |
| Grosse Tierce       | 3'1/5            |
| Quinte              | 2'2/3            |
| Flûte cônique       | 2'               |
| Mixture             | 4-6r (allemande) |
| Complément français | 2-4r             |
| Cornet              | 5r               |
| Trompette           | 8'               |

| Résonance C–     |       |
| Bourdon          | 8'    |
| Montre           | 4'    |
| Nasard           | 2'2/3 |
| Quarte           | 2'    |
| Tierce           | 1'3/5 |
| Larigot          | 1'1/3 |
| Septième         | 1'1/7 |
| Sifflet          | 1'    |
| Trompette        | 8'    |
| Grosse Trompette | 8'    |
| Clairon          | 4'    |

| Pédale C–     |           |
| Soubasse      | 16'       |
| Principale    | 8'        |
| Grosse Quinte | 5'1/3     |
| Posaune       | 16'       |
| Trompette     | 8'        |
| Tirasse       | GO        |
| Tirasse       | POS       |
| Tirasse       | RES       |
| Tirassde      | RES en 4' |
| Accouplement  | POS/GO    |
| Accouplement  | RES/GO    |
| Accouplement  | GO/RES    |
| Tremblant     | POS       |
| Tremblant     | RES       |

## Paroisse
Avant la Révolution française, la paroisse Saint-Pierre s'étendait sur une partie du Bourg-le-Roi, sur le Vaugueux et sur le nord de l'île Saint-Jean.
En 1783-1785, les cimetières de la paroisse (le principal accolé à l'église paroissiale, le second vers le couvent des Carmes de Caen, sur l'île Saint-Jean, et le cimetière Busquet, dans le Vaugueux) sont transférés dans le cimetière Saint-Pierre à l'extérieur de la ville.

### Personnages notables
- Nicolas Le Vavasseur, organiste au milieu du XVIIe siècle.